# Tênis de mesa nos Jogos Olímpicos de Verão de 2004

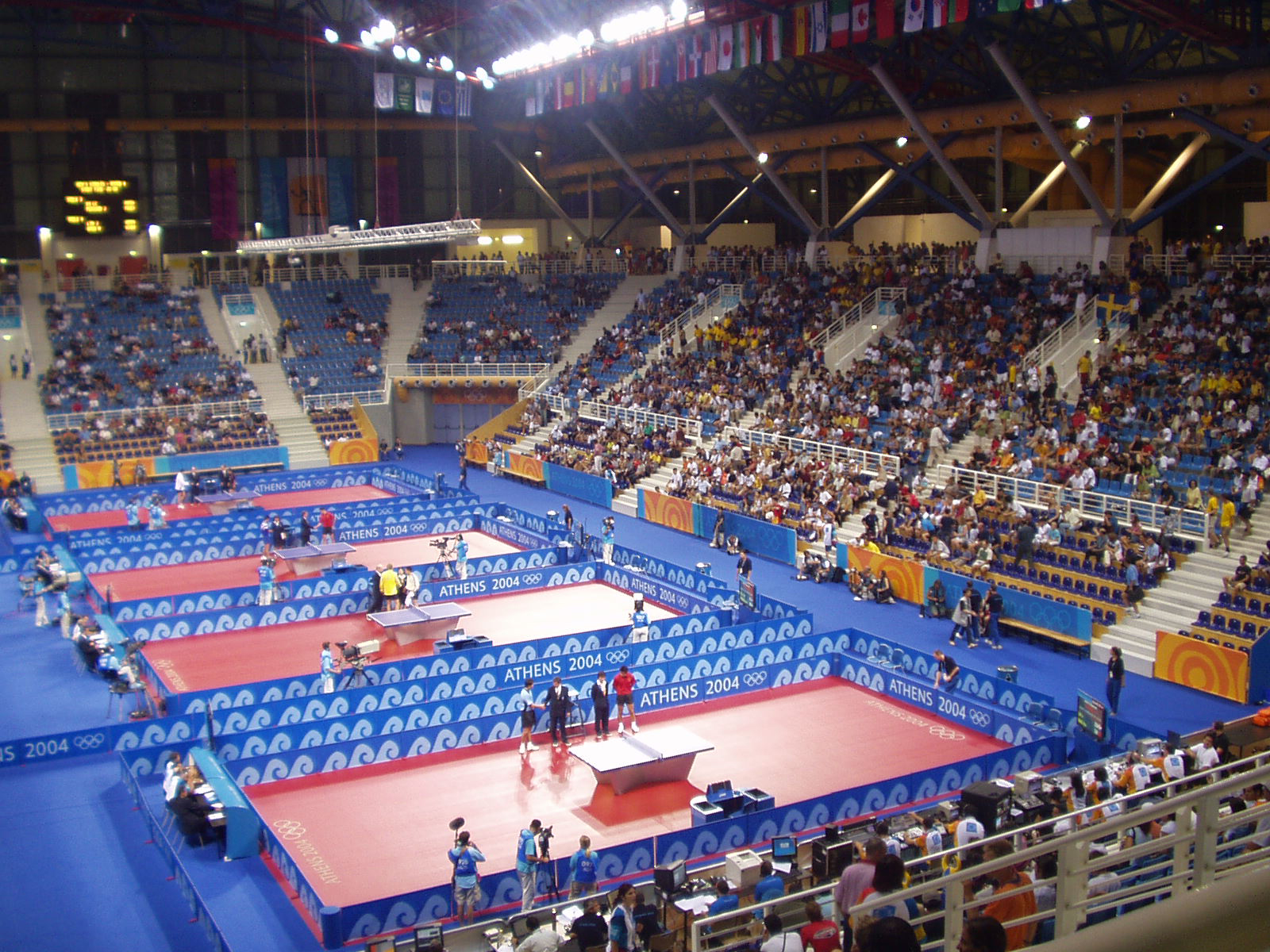
Quadras de tênis de mesa no Centro Olímpico Galatsi

O tênis de mesa nos Jogos Olímpicos de Verão de 2004 teve suas disputas realizadas no Centro Olímpico Galatsi de Atenas, Grécia. 172 mesa-tenistas competiram em busca de medalhas nos quatro eventos organizados.

## Eventos
Masculino: Simples | Duplas
Feminino: Simples | Duplas

## Simples masculino
| Pos. | País          | Atletas       |
| ---- | ------------- | ------------- |
|      | Coreia do Sul | Ryu Seung Min |
|      | China         | Wang Hao      |
|      | China         | Wang Liqin    |

### Primeira fase - Simples masculino
Partidas realizadas em 14 de agosto

vencedores em negrito
| GER Torben Wosik           | 4 | - | 0 | SEN Mohamed Gueye               | (11-4),(11-5),(11-6),(11-4)                   |
| ARG Liu Song               | 4 | - | 1 | JPN Shu Arai                    | (11-7),(7-11),(12-10),(11-5),(11-4)           |
| IND Sharath Kamal Achanta  | 4 | - | 1 | ALG Mohamed Boudjadja           | (11-4),(12-10),(11-6),(11-13),(11-7)          |
| NGR Monday Merotohun       | 4 | - | 0 | COD Momo Babungu                | (11-5),(11-8),(11-8),(11-8)                   |
| ITA Yang Min               | 4 | - | 1 | VIE Doan Kien Quoc              | (11-5),(11-13),(11-7),(11-5),(11-5)           |
| AUS William Henzell        | 4 | - | 1 | USA Khoa Nguyen                 | (11-7),(6-11),(11-7),(11-4),(11-9)            |
| DOM Lin Ju                 | 4 | - | 1 | JPN Ryo Yuzawa                  | (11-8),(7-11),(11-8),(11-3),(11-9)            |
| POL Tomasz Krzeszewski     | 4 | - | 0 | BRA Hugo Hoyama                 | (12-10),(11-4),(11-4),(11-8)                  |
| JPN Koji Matsuhita         | 4 | - | 0 | AUS Trevor Brown                | (11-4),(11-6),(11-9),(11-3)                   |
| USA Ilija Lupulesku        | 4 | - | 0 | CHI Juan Papic                  | (11-2),(11-4),(11-5),(11-2)                   |
| PRK Il O                   | 4 | - | 0 | COD Jose Luyindula              | (11-8),(11-8),(11-4),(11-7)                   |
| ESP He Zhi Wen             | 4 | - | 1 | GRE Panagiotis Gionis           | (11-7),(13-11),(11-4),(11-13),(15-13)         |
| BRA Thiago Monteiro        | 4 | - | 1 | IRI Mohammedreza Akhlagh Pasand | (11-8),(11-13),(11-9),(11-7),(11-5)           |
| NGR Segun Toriola          | 4 | - | 1 | ARG Pablo Tabachnik             | (12-10),(11-8),(11-13),(11-3),(11-8)          |
| SCG Aleksandar Karakasevic | 4 | - | 0 | KSA Khalid Al-Harbi             | (11-9),(11-3),(11-3),(11-5)                   |
| BIH Srdjan Milicevic       | 4 | - | 2 | AUS Russell Lavale              | (11-12),(11-9),(11-4),(9-11),(18-16), (13-11) |

### Segunda fase - Simples masculino
Partidas realizadas nos dias 15 e 16 de agosto

| NED Trinko Keen            | 4 | - | 3 | GER Torben Wosik          | (12-10),(10-12),(7-11),(11-5),(5-11),(13-11),(11-9) |
| ARG Liu Song               | 4 | - | 1 | SCG Slobodan Grujic       | (11-4),(11-7),(4-11),(11-2),(14-12)                 |
| HKG Ko Lai Chak            | 4 | - | 0 | IND Sharath Kamal Achanta | (11-9),(11-5),(11-9),(11-6)                         |
| SWE Jörgen Persson         | 4 | - | 1 | NGR Monday Merotohun      | (9-11),(11-5),(11-5),(11-7),(11-8)                  |
| SWE Peter Karlsson         | 4 | - | 3 | ITA Yang Min              | (11-9),(11-4),(11-8),(9-11),(7-11),(11-13),(11-9)   |
| AUT Chen Weixing           | 4 | - | 0 | AUS William Henzell       | (11-7),(11-3),(12-10),(11-6)                        |
| DOM Lin Ju                 | 4 | - | 1 | RUS Alexei Smirnov        | (11-9),(7-11),(11-4),(11-5),(11-6)                  |
| GER Jörg Roßkopf           | 4 | - | 1 | POL Tomasz Krzeszewski    | (6-11),(11-8),(11-7),(17-15),(13-11)                |
| JPN Koji Matsuhita         | 4 | - | 0 | NED Danny Heister         | (11-7),(11-7),(11-8),(11-4)                         |
| ROM Adrian Crisan          | 4 | - | 0 | USA Ilija Lupulesku       | (11-9),(11-8),(15-13),(11-8)                        |
| HKG Leung Chu Yan          | 4 | - | 1 | PRK Il O                  | (11-3),(11-9),(11-13),(11-4),(11-8)                 |
| POL Lucjan Błaszczyk       | 4 | - | 3 | ESP He Zhi Wen            | (11-5),(10-12),(11-2),(8-11),(7-11),(11-6),(11-9)   |
| HKG Li Ching               | 4 | - | 1 | BRA Thiago Monteiro       | (11-6),(9-11),(11-7),(11-9),(11-5)                  |
| FRA Patrick Chila          | 4 | - | 2 | NGR Segun Toriola         | (11-3),(8-11),(10-12),(11-7),(11-8),(11-9)          |
| SCG Aleksandar Karakasevic | 4 | - | 2 | CAN Johnny Huang          | (7-11),(11-8),(11-5),(9-11),(11-9),(11-9)           |
| CRO Zoran Primorac         | 4 | - | 1 | BIH Srdjan Milicevic      | (8-11),(11-6),(11-7),(11-8),(11-8)                  |

### Terceira fase - Simples masculino
Partidas realizadas em 17 de agosto

| CHN Wang Liqin        | 4 | - | 1 | NED Trinko Keen            | (6-11),(11-1),(11-8),(11-4),(11-2)               |
| KOR Joo Se Hyuk       | 4 | - | 0 | ARG Liu Song               | (14-12),(11-9),(11-6),(11-8)                     |
| HKG Ko Lai Chak       | 4 | - | 3 | CZE Petr Korbel            | (11-7),(9-11),(11-7),(2-11),(11-6),(9-11),(11-7) |
| SWE Jörgen Persson    | 4 | - | 0 | GRE Kalinikos Kreanga      | (11-5),(11-7),(11-9),(11-8)                      |
| TPE Chuang Chih Yuan  | 4 | - | 2 | SWE Peter Karlsson         | (16-18),(11-6),(8-11),(11-7),(11-3),(11-8)       |
| KOR Oh Sang Eun       | 4 | - | 3 | AUT Chen Weixing           | (7-11),(11-6),(11-7),(11-8),(5-11),(9-11),(11-2) |
| DOM Lin Ju            | 4 | - | 2 | BEL Jean-Michel Saive      | (11-5),(11-4),(5-11),(11-13),(18-16),(11-8)      |
| CHN Wang Hao          | 4 | - | 1 | GER Jorg Rosskopf          | (11-5),(12-10),(11-5),(11-13),(11-6)             |
| KOR Ryu Seung Min     | 4 | - | 0 | JPN Koji Matsuhita         | (11-9),(11-6),(11-6),(11-2)                      |
| TPE Chiang Peng Lung  | 4 | - | 1 | ROM Adrian Crisan          | (11-9),(11-5),(12-10),(2-11),(11-8)              |
| HKG Leung Chu Yan     | 4 | - | 1 | DEN Michael Maze           | (6-11),(11-5),(11-3),(11-8),(11-9)               |
| BLR Vladimir Samsonov | 4 | - | 2 | POL Lucjan Błaszczyk       | (11-5),(5-11),(12-10),(8-11),(11-4),(11-9)       |
| AUT Werner Schlager   | 4 | - | 2 | HKG Li Ching               | (8-11),(11-9),(12-14),(11-9),(11-9),(11-6)       |
| GER Timo Boll         | 4 | - | 1 | FRA Patrick Chila          | (11-3),(14-16),(11-9),(11-3),(11-9)              |
| SWE Jan-Ove Waldner   | 4 | - | 2 | SCG Aleksandar Karakasevic | (13-11),(11-9),(5-11),(11-6),(10-12),(11-9)      |
| CHN Ma Lin            | 4 | - | 1 | CRO Zoran Primorac         | (11-5),(11-3),(11-3),(9-11),(11-5)               |

### Oitavas de final - Simples masculino
Partidas realizadas em 18 de agosto

| CHN Wang Liqin       | 4 | - | 1 | KOR Joo Se Hyuk       | (11-7),(11-8),(9-11),(11-6),(11-6)                |
| HKG Ko Lai Chak      | 4 | - | 1 | SWE Jörgen Persson    | (11-7),(11-6),(8-11),(11-4),(12-10)               |
| TPE Chuang Chih Yuan | 4 | - | 2 | KOR Oh Sang Eun       | (12-10),(12-10),(6-11),(12-10),(9-11),(11-5)      |
| CHN Wang Hao         | 4 | - | 1 | DOM Lin Ju            | (11-5),(11-7),(7-11),(12-10),(11-7)               |
| KOR Ryu Seung Min    | 4 | - | 3 | TPE Chiang Peng Lung  | (11-6),(11-6),(7-11),(8-11),(11-3),(6-11),(11-4)  |
| HKG Leung Chu Yan    | 4 | - | 3 | BLR Vladimir Samsonov | (11-7),(6-11),(11-9),(6-11),(11-5),(7-11),(11-8)  |
| GER Timo Boll        | 4 | - | 3 | AUT Werner Schlager   | (11-2),(12-14),(11-5),(11-9),(6-11),(4-11),(11-6) |
| SWE Jan-Ove Waldner  | 4 | - | 1 | CHN Ma Lin            | (11-9),(12-10),(7-11),(11-5),(11-9)               |

### Quartas de final - Simples masculino
Partidas realizadas em 18 de agosto

| CHN Wang Liqin      | 4 | - | 1 | HKG Ko Lai Chak      | (11-9),(13-11),(6-11),(11-8),(11-4)        |
| CHN Wang Hao        | 4 | - | 2 | TPE Chuang Chih Yuan | (5-11),(12-10),(9-11),(11-4),(11-6),(11-7) |
| KOR Ryu Seung Min   | 4 | - | 2 | HKG Leung Chu Yan    | (6-11),(10-12),(11-6),(11-6),(11-9),(11-5) |
| SWE Jan-Ove Waldner | 4 | - | 1 | GER Timo Boll        | (11-7),(13-11),(6-11),(11-7),(13-11)       |

### Semifinal - Simples masculino
Partidas realizadas em 22 de agosto

| CHN Wang Hao      | 4 | - | 1 | CHN Wang Liqin      | (11-8),(11-5),(6-11),(11-9),(11-3) |
| KOR Ryu Seung Min | 4 | - | 1 | SWE Jan-Ove Waldner | (11-9),(9-11),(11-9),(11-5),(11-5) |

### Disputa pelo bronze - Simples masculino
Partida realizada em 23 de agosto

| CHN Wang Liqin | 4 | - | 1 | SWE Jan-Ove Waldner | (10-12),(11-3),(11-8),(11-7),(11-9) |

### Final - Simples masculino
Partida realizada em 23 de agosto

| KOR Ryu Seung Min | 4 | - | 2 | CHN Wang Hao | (11-3),(9-11),(11-9),(11-9),(11-13),(11-9) |

## Duplas masculino
| Pos. | País      | Atletas                   |
| ---- | --------- | ------------------------- |
|      | China     | Chen Qi Ma Lin            |
|      | Hong Kong | Ko Lai Chak Li Ching      |
|      | Dinamarca | Michael Maze Finn Tugwell |

### Primeira fase - Duplas masculino
Partidas realizadas em 15 de agosto

vencedores em negrito
| AUS William Henzell / David Zalcberg      | 4 | - | 1 | ITA Massimiliano Mondello / Yang Min        |
| USA Mark Hazinski / Ilija Lupulesku       | 4 | - | 0 | NGR Monday Merotohun / Segun Toriola        |
| NGR Peter Akinlabi / Kazeem Nosiru        | 4 | - | 1 | CHI Juan Papic / Alejandro Rodriguez        |
| CAN Johnny Huang / Faazil Kassam          | 4 | - | 0 | AUS Trevor Brown / Russell Lavale           |
| JPN Shu Arai / Ryo Yuzawa                 | 4 | - | 0 | ALG Mohamed Boudjadja / Abdel Hakim Djaziri |
| CZE Petr Korbel / Richard Vyborny         | 4 | - | 0 | ZAM Momo Babungu / Jose Luyindula           |
| GRE Panagiotis Gionis / Kalinikos Kreanga | 4 | - | 1 | ARG Oscar Gonzales / Pablo Tabachnik        |
| GER Lars Hielscher / Jorg Rosskopf        | 4 | - | 2 | BRA Hugo Hanashiro / Hugo Hoyama            |

### Segunda fase - Duplas masculino
Partidas realizadas em 16 de agosto

| NEDDanny Heister / Trinko Keen          | 4 | - | 1 | AUS William Henzell / David Zalcberg      |
| TPE Chiang Peng Lung / Chuang Chih Yuan | 4 | - | 2 | USA Mark Hazinski / Ilija Lupulesku       |
| DEN Michael Maze / Finn Tugwell         | 4 | - | 2 | NGR Peter Akinlabi / Kazeem Nosiru        |
| SWE Jörgen Persson / Jan-Ove Waldner    | 4 | - | 2 | CAN Johnny Huang / Faazil Kassam          |
| GER Timo Boll / Zoltan Fejer-Konnerth   | 4 | - | 0 | JPN Shu Arai / Ryo Yuzawa                 |
| RUS Dimitrij Mazunov / Alexei Smirnov   | 4 | - | 1 | CZE Petr Korbel / Richard Vyborny         |
| JPN Akira Kito / Toshio Tasaki          | 4 | - | 3 | GRE Panagiotis Gionis / Kalinikos Kreanga |
| KOR Joo Se Hyuk / Oh Sang Eun           | 4 | - | 1 | GER Lars Hielscher / Jorg Rosskopf        |

### Oitavas de final - Duplas masculino
Partidas realizadas em 18 de agosto

| CHN Chen Qi / Ma Lin                         | 4 | - | 2 | NED Danny Heister / Trinko Keen         |
| POL Lucjan Błaszczyk / Tomasz Krzeszewski    | 4 | - | 2 | TPE Chiang Peng Lung / Chuang Chih Yuan |
| DEN Michael Maze / Finn Tugwell              | 4 | - | 0 | AUT Karl Jindrak / Werner Schlager      |
| SWE Jörgen Persson / Jan-Ove Waldner         | 4 | - | 1 | CHN Kong Linghui / Wang Hao             |
| KOR Lee Chul Seung / Ryu Seung Min           | 4 | - | 0 | GER Timo Boll / Zoltan Fejer-Konnerth   |
| RUS Dimitrij Mazunov / Alexei Smirnov        | 4 | - | 0 | HKG Cheung Yuk / Leung Chu Yan          |
| SCG Slobodan Grujic / Aleksandar Karakasevic | 4 | - | 1 | JPN Akira Kito / Toshio Tasaki          |
| HKG Ko Lai Chak / Li Ching                   | 4 | - | 1 | KOR Joo Se Hyuk / Oh Sang Eun           |

### Quartas de final - Duplas masculino
Partidas realizadas em 19 de agosto

| CHN Chen Qi / Ma Lin                  | 4 | - | 1 | POL Lucjan Błaszczyk / Tomasz Krzeszewski    |
| DEN Michael Maze / Finn Tugwell       | 4 | - | 1 | SWE Jörgen Persson / Jan-Ove Waldner         |
| RUS Dimitrij Mazunov / Alexei Smirnov | 4 | - | 1 | KOR Lee Chul Seung / Ryu Seung Min           |
| HKG Ko Lai Chak / Li Ching            | 4 | - | 1 | SCG Slobodan Grujic / Aleksandar Karakasevic |

### Semifinal - Duplas masculino
Partidas realizadas em 20 de agosto

| CHN Chen Qi / Ma Lin       | 4 | - | 2 | DEN Michael Maze / Finn Tugwell       |
| HKG Ko Lai Chak / Li Ching | 4 | - | 2 | RUS Dimitrij Mazunov / Alexei Smirnov |

### Disputa pelo bronze - Duplas masculino
Partida realizada em 21 de agosto

| DEN Michael Maze / Finn Tugwell | 4 | - | 2 | RUS Dimitrij Mazunov / Alexei Smirnov |

### Final - Duplas masculino
Partida realizada em 21 de agosto

| CHN Chen Qi / Ma Lin | 4 | - | 2 | HKG Ko Lai Chak / Li Ching |

## Simples feminino
| Pos. | País            | Atletas      |
| ---- | --------------- | ------------ |
|      | China           | Zhang Yining |
|      | Coreia do Norte | Kim Hyang Mi |
|      | Coreia do Sul   | Kim Kyung Ah |

### Primeira fase - Simples feminino
Partidas realizadas em 14 de agosto

vencedores em negrito
| USA Tawny Banh          | 4 | - | 3 | KOR Yoon Ji Hye          |
| ITA Laura Negrisoli     | 4 | - | 1 | VEN Fabiola Ramos        |
| THA Nanthana Komwong    | 4 | - | 0 | IND Mouma Das            |
| ISR Marina Kravchenko   | 4 | - | 0 | GRE Archontoula Volakaki |
| NGR Funke Oshonaike     | 4 | - | 0 | CHI Berta Rodriguez      |
| SCG Silvija Erdelji     | 4 | - | 0 | TUN Nesrine Ben Kahia    |
| AUS Miao Miao           | 4 | - | 2 | PER Marisol Espineira    |
| TPE Huang Yi Hua        | 4 | - | 0 | ALG Leila Boucetta       |
| AUS Lay Jian Fang       | 4 | - | 0 | CRO Cornelia Vaida       |
| HUN Maria Fazekas       | 4 | - | 0 | UZB Manzura Inoyatova    |
| USA Jasna Reed          | 4 | - | 2 | CZE Renata Strbikova     |
| DOM Wu Xue              | 4 | - | 1 | RUS Oksana Fadeeva       |
| CAN Petra Cada          | 4 | - | 0 | TUN Olfa Guenni          |
| ITA Nikoleta Stefanova  | 4 | - | 0 | ALG Asma Menaifi         |
| JOR Zeina Shaban        | 4 | - | 3 | HON Izzwa Medina         |
| NGR Cecilia Otu Offiong | 4 | - | 1 | BRA Lígia Silva          |

### Segunda fase - Simples feminino
Partidas realizadas em 14 de agosto

| NZL Li Chunli              | 4 | - | 1 | USA Tawny Banh          |
| RUS Svetlana Ganina        | 4 | - | 2 | ITA Laura Negrisoli     |
| THA Nanthana Komwong       | 4 | - | 1 | GER Nicole Struse       |
| ISR Marina Kravchenko      | 4 | - | 2 | ROM Otilia Badescu      |
| HUN Krisztina Toth         | 4 | - | 2 | NGR Funke Oshonaike     |
| SIN Jing Jun Hong          | 4 | - | 2 | SCG Silvija Erdelji     |
| JPN Ai Fukuhara            | 4 | - | 3 | AUS Miao Miao           |
| ITA Wenling Tan Monfardini | 4 | - | 2 | TPE Huang Yi Hua        |
| GER Elke Wosik             | 4 | - | 2 | AUS Lay Jian Fang       |
| PRK Kim Hyang-Mi           | 4 | - | 1 | HUN Maria Fazekas       |
| SINZhang Xueling           | 4 | - | 1 | USA Jasna Reed          |
| JPN Ai Fujinuma            | 4 | - | 0 | DOM Wu Xue              |
| CAN Petra Cada             | 4 | - | 3 | HUN Csilla Batorfi      |
| GER Jie Schopp             | 4 | - | 1 | ITA Nikoleta Stefanova  |
| ROM Adriana Zamfir         | 4 | - | 1 | JOR Zeina Shaban        |
| PRK Kim Mi Yong            | 4 | - | 0 | NGR Cecilia Otu Offiong |

### Terceira fase - Simples feminino
Partidas realizadas em 17 de agosto

| CHN Zhang Yining       | 4 | - | 0 | NZL Li Chunli              |
| HKG Lau Sui Fei        | 4 | - | 1 | RUS Svetlana Ganina        |
| BLR Viktoria Pavlovich | 4 | - | 2 | THA Nanthana Komwong       |
| CRO Tamara Boroš       | 4 | - | 0 | ISR Marina Kravchenko      |
| HKG Tie Yana           | 4 | - | 1 | HUN Krisztina Toth         |
| PRK Kim Hyon Hui       | 4 | - | 2 | SIN Jing Jun Hong          |
| JPN Ai Fukuhara        | 4 | - | 0 | USA Gao Jun                |
| KOR Kim Kyung Ah       | 4 | - | 1 | ITA Wenling Tan Monfardini |
| CHN Niu Jianfeng       | 4 | - | 3 | GER Elke Wosik             |
| PRK Kim Hyang-Mi       | 4 | - | 2 | ROM Mihaela Steff          |
| SIN Zhang Xueling      | 4 | - | 1 | KOR Lee Eun-Sil            |
| JPN Ai Fujinuma        | 4 | - | 3 | AUT Liu Jia                |
| SIN Li Jia Wei         | 4 | - | 0 | CAN Petra Cada             |
| JPN Aya Umemura        | 4 | - | 2 | GER Jie Schopp             |
| ROM Adriana Zamfir     | 4 | - | 2 | HKG Lin Ling               |
| CHN Wang Nan           | 4 | - | 2 | PRK Kim Mi Yong            |

### Oitavas de final - Simples feminino
Partidas realizadas em 18 de agosto

| CHN Zhang Yining  | 4 | - | 1 | HKG Lau Sui Fei        |
| CRO Tamara Boroš  | 4 | - | 2 | BLR Viktoria Pavlovich |
| HKG Tie Yana      | 4 | - | 1 | PRK Kim Hyon Hui       |
| KOR Kim Kyung Ah  | 4 | - | 1 | JPN Ai Fukuhara        |
| PRK Kim Mi Yong   | 4 | - | 0 | CHN Niu Jianfeng       |
| SIN Zhang Xueling | 4 | - | 2 | JPN Ai Fujinuma        |
| SIN Li Jia Wei    | 4 | - | 2 | JPN Aya Umemura        |
| CHN Wang Nan      | 4 | - | 1 | ROM Adriana Zamfir     |

### Quartas de final - Simples feminino
Partidas realizadas em 19 de agosto

| CHN Zhang Yining | 4 | - | 0 | CRO Tamara Boroš  |
| KOR Kim Kyung Ah | 4 | - | 1 | HKG Tie Yana      |
| PRK Kim Hyang-Mi | 4 | - | 2 | SIN Zhang Xueling |
| SIN Li Jia Wei   | 4 | - | 1 | CHN Wang Nan      |

### Semifinal - Simples feminino
Partidas realizadas em 21 de agosto

| CHN Zhang Yining | 4 | - | 1 | KOR Kim Kyung Ah |
| PRK Kim Hyang-Mi | 4 | - | 3 | SIN Li Jia Wei   |

### Disputa pelo bronze - Simples feminino
Partida realizada em 22 de agosto

| KOR Kim Kyung Ah | 4 | - | 1 | SIN Li Jia Wei |

### Final - Simples feminino
Partida realizada em 22 de agosto

| CHN Zhang Yining | 4 | - | 0 | PRK Kim Hyang-Mi |

## Duplas feminino
| Pos. | País          | Atletas                |
| ---- | ------------- | ---------------------- |
|      | China         | Wang Nan Zhang Yining  |
|      | Coreia do Sul | Lee Eun Sil Suk Eun Mi |
|      | China         | Guo Yue Niu Jianfeng   |

### Fase preliminar - Duplas feminino
vencedores em negrito
| TUN Nesrine Ben Kahia / Olfa Guenni | 4 | - | 2 | ALG Asma Menaifi / Souad Nechab          |
| VEN Luisana Perez / Fabiola Ramos   | 4 | - | 3 | CHI Berta Rodriguez / Maria Paulina Vega |

### Primeira fase - Duplas feminino
Partidas realizadas em 14 de agosto

| TPE Huang Yi Hua / Lu Yun Feng                  | 4 | - | 0 | TUN Nesrine Ben Kahia / Olfa Guenni    |
| RUS Oksana Fadeeva / Galina Melnik              | 4 | - | 3 | NGR Offiong Edem / Cecilia Otu Offiong |
| CAN Petra Cada / Marie-Christine Roussy         | 4 | - | 1 | GRE Maria Mirou / Archontoula Volakaki |
| ITA Nikoleta Stefanova / Wenling Tan Monfardini | 4 | - | 3 | NGR Bose Kaffo / Funke Oshonaike       |
| SIN Tan Paey Fern / Zhang Xueling               | 4 | - | 0 | USA Whitney Ping / Jasna Reed          |
| NZL Li Chunli / Karen Li                        | 4 | - | 2 | AUS Lay Jian Fang / Miao Miao          |
| CZE Renata Strbikova / Alena Vachovcova         | 4 | - | 2 | BRA Mariany Nonaka / Lígia Silva       |
| USA Tawny Banh / Gao Jun                        | 4 | - | 0 | VEN Luisana Perez / Fabiola Ramos      |

### Segunda fase - Duplas feminino
Partidas realizadas em 15 de agosto

| TPE Huang Yi Hua / Lu Yun Feng                  | 4 | - | 3 | BLR Tatyana Logatzkaya / Veronika Pavlovich |
| HKG Lau Sui Fei / Lin Ling                      | 4 | - | 2 | RUS Oksana Fadeeva / Galina Melnik          |
| RUS Svetlana Ganina / Irina Palina              | 4 | - | 0 | CAN Petra Cada / Marie-Christine Roussy     |
| ITA Nikoleta Stefanova / Wenling Tan Monfardini | 4 | - | 2 | BLR Tatyana Kostromina / Viktoria Pavlovich |
| SIN Tan Paey Fern / Zhang Xueling               | 4 | - | 1 | ROM Mihaela Steff / Adriana Zamfir          |
| NZL Li Chunli / Karen Li                        | 4 | - | 1 | GER Nicole Struse / Elke Wosik              |
| CRO Tamara Boroš / Cornelia Vaida               | 4 | - | 1 | CZE Renata Strbikova / Alena Vachovcova     |
| KOR Kim Bok Rae / Kim Kyung Ah                  | 4 | - | 0 | USA Tawny Banh / Gao Jun                    |

### Oitavas de final - Duplas feminino
Partidas realizadas em 16 de agosto

| CHN Guo Yue / Niu Jianfeng        | 4 | - | 0 | TPE Huang Yi Hua / Lu Yun Feng                  |
| JPN Ai Fujinuma / Aya Umemura     | 4 | - | 2 | HKG Lau Sui Fei / Lin Ling                      |
| HKG Song Ah Sim / Tie Yana        | 4 | - | 0 | RUS Svetlana Ganina / Irina Palina              |
| CHN Wang Nan / Zhang Yining       | 4 | - | 0 | ITA Nikoleta Stefanova / Wenling Tan Monfardini |
| KOR Lee Eun-Sil / Seok Eun-Mi     | 4 | - | 0 | SIN Tan Paey Fern / Zhang Xueling               |
| PRK Kim Hyang-Mi / Kim Hyon Hui   | 4 | - | 2 | NZL Li Chunli / Karen Li                        |
| CRO Tamara Boroš / Cornelia Vaida | 4 | - | 1 | HUN Csilla Batorfi / Krisztina Toth             |
| KOR Kim Bok Rae / Kim Kyung Ah    | 4 | - | 3 | SIN Jing Jun Hong / Li Jia Wei                  |

### Quartas de final - Duplas feminino
Partidas realizadas em 18 de agosto

| CHN Guo Yue / Niu Jianfeng     | 4 | - | 2 | JPN Ai Fujinuma / Aya Umemura     |
| CHN Wang Nan / Zhang Yining    | 4 | - | 2 | HKG Song Ah Sim / Tie Yana        |
| KOR Lee Eun-Sil / Seok Eun-Mi  | 4 | - | 2 | PRK Kim Hyang-Mi / Kim Hyon Hui   |
| KOR Kim Bok Rae / Kim Kyung Ah | 4 | - | 0 | CRO Tamara Boroš / Cornelia Vaida |

### Semifinal - Duplas feminino
Partidas realizadas em 19 de agosto

| CHN Wang Nan / Zhang Yining   | 4 | - | 2 | CHN Guo Yue / Niu Jianfeng     |
| KOR Lee Eun-Sil / Seok Eun-Mi | 4 | - | 0 | KOR Kim Bok Rae / Kim Kyung Ah |

### Disputa pelo bronze - Duplas feminino
Partida realizada em 20 de agosto

| CHN Guo Yue / Niu Jianfeng | 4 | - | 3 | KOR Kim Bok Rae / Kim Kyung Ah |

### Final - Duplas feminino
Partida realizada em 20 de agosto

| CHN Wang Nan / Zhang Yining | 4 | - | 0 | KOR Lee Eun-Sil / Seok Eun-Mi |

## Quadro de medalhas do tênis de mesa
| Ordem | País                | Medalha de ouro | Medalha de prata | Medalha de bronze | Total |
| ----- | ------------------- | --------------- | ---------------- | ----------------- | ----- |
| 1     | CHN China           | 3               | 1                | 2                 | 6     |
| 2     | KOR Coreia do Sul   | 1               | 1                | 1                 | 3     |
| 3     | PRK Coreia do Norte | 0               | 1                | 0                 | 1     |
| 3     | HKG Hong Kong       | 0               | 1                | 0                 | 1     |
| 4     | DEN Dinamarca       | 0               | 0                | 1                 | 1     |